# Joshua Jortner
Joshua Jortner (hébreu : יהושע יורטנר) (14 mars 1933) est un physicien chimiste israélien. Il est professeur émérite à l'École de chimie de la Faculté Sackler des sciences exactes de l'Université de Tel Aviv à Tel Aviv, en Israël.

## Naissance et éducation
Jortner est né le 14 mars 1933 à Tarnów, en Pologne, dans une famille juive. Il émigre avec ses parents en Palestine sous le mandat britannique pendant la Seconde Guerre mondiale en 1940. Il obtient son doctorat de l'Université hébraïque de Jérusalem en 1960.

## Carrière académique
Après avoir terminé son doctorat, Jortner devient maître de conférences au Département de chimie physique de l'Université hébraïque de Jérusalem de 1961 à 1963. De 1962 à 1964, il est chercheur associé à l'Université de Chicago. En 1964, il est nommé professeur au Département de chimie de l'Université de Tel-Aviv et en est le premier président. De 1966 à 1972, il est recteur adjoint, recteur par intérim et vice-président de l'Université de Tel-Aviv. Depuis 1973, il occupe le poste de professeur Heinemann de chimie à l'École de chimie de la Faculté des sciences exactes Raymond et Beverly Sackler de l'Université de Tel-Aviv. Il occupe également un poste de professeur à l'Université de Chicago de 1964 à 1971 à temps partiel. Il est professeur invité à l'Université de Copenhague en 1974 et 1978 et à l'Université de Californie à Berkeley en 1975.
Il est professeur invité au California Institute of Technology en 1997, au St Catherine's College d'Oxford en 1995 et à l'École Normale Supérieure de Paris de 1998 à 2000. Depuis 1973, il est membre de l'Académie israélienne des sciences et lettres et en est le président de 1986 à 1995. Il est membre étranger honoraire de 13 académies des sciences aux États-Unis, en Europe (Pays-Bas, 1998)  et en Asie.

## Recherches
Jortner entreprend des recherches dans un large éventail de domaines de la chimie physique et théorique, impliquant des phénomènes dynamiques dans les systèmes chimiques. Ses recherches portent sur les relations entre structure, spectroscopie, dynamique et fonction dans les systèmes microscopiques et macroscopiques. Il apporte des contributions centrales à l'élucidation des mécanismes d'acquisition, de stockage et d'élimination de l'énergie dans les grandes molécules, les clusters, la phase condensée et les systèmes biophysiques, tels qu'explorés du point de vue microscopique.
Il est connu pour la reconnaissance et l'élucidation de la nature intramoléculaire de la dissipation d'énergie sans rayonnement dans les molécules de grande et moyenne taille. Sur la base d'un modèle théorique simple, il propose en 1968, en collaboration avec Mordechai Bixon, les notions de base spécifiant le processus d'acquisition d'énergie, les modes de couplage inter-états et les mécanismes d'évacuation de l'énergie. Par la suite, il développe la théorie de la dynamique des paquets d'ondes moléculaires et des battements quantiques.
Ses contributions sont fondamentales pour l'étude de la chimie laser, des processus multiphotoniques dans les molécules, des phénomènes de relaxation dans les phases condensées et de la dynamique des systèmes biophysiques, et ont un impact sur le développement moderne de la physique chimique et de la chimie théorique.
Ses recherches couvrent une vaste gamme de domaines, tels que la théorie des électrons solvatés, les propriétés des états électroniques excités des molécules, les processus multiphotoniques cohérents, le transfert de charge dans les solvants polaires et dans les systèmes biophysiques et la dynamique des grosses molécules surfondues et des agrégats moléculaires.

## Prix
En 1982, Jortner reçoit le prix Israël, en chimie, en 1988, le prix Wolf de chimie avec Raphael David Levine de l'Université hébraïque de Jérusalem pour "leurs études théoriques incisives élucidant l'acquisition et l'élimination de l'énergie dans les systèmes moléculaires et les mécanismes de sélectivité et de spécificité dynamiques". En 1990, Jortner est élu membre international de la Société américaine de philosophie, en 1991, de l'Académie américaine des arts et des sciences, en 1995, de l'Académie allemande des sciences Leopoldina, en 1997, de l'Académie nationale des sciences des États-Unis.